# Vene il sabado e vene il venere...
Vene il sabado e vene il venere... è il primo album del Gruppo di canto popolare La Macina, prodotto dalla Madau Dischi nel 1981.

## Tracce
Lato A
1. La Pasquella
2. Saltarello
3. Monaca a forza
4. L'anatra
5. Io vado in filandra...
6. La malmaritata
7. E' ffinidi i bozzi boni...

Lato B
1. La cena della sposa
2. Donna lombarda
3. Mariuccina a mme mme gela
4. Il marito giustiziere
5. C'era una volta Caterina... Valzer risaltato
6. Convegno notturno